# Mullhyttan
Mullhyttan – miejscowość (tätort) w Szwecji, w regionie administracyjnym (län) Örebro, w gminie Lekeberg.
Według danych Szwedzkiego Urzędu Statystycznego liczba ludności wyniosła: 534 (31 grudnia 2015), 521 (31 grudnia 2018) i 518 (31 grudnia 2019).